# اندريا كييزا
اندريا كييزا (بالإيطالية: Andrea Chiesa)‏ (و. 1964  م) هو مهندس، وسائق سيارة سباق من إيطاليا، وسويسرا، ولد في ميلانو، شارك في لو مان 24 ساعة.